# Schistophleps obducta
Schistophleps obducta là một loài bướm đêm thuộc phân họ Arctiinae, họ Erebidae.